# Кастелнуово Бормида
Кастелнуо̀во Бо̀рмида (на италиански: Castelnuovo Bormida; на пиемонтски: Castinouv an Bormia, Кастиноув ан Боумия) е село и община в Северна Италия, провинция Алесандрия, регион Пиемонт. Разположено е на 123 m надморска височина. Населението на общината е 690 души (към 2010 г.).